# كلارنس أمير ألين
كلارنس أمير ألين (بالإنجليزية: Clarence Emir Allen)‏ هو محامي وسياسي أمريكي، ولد في 8 سبتمبر 1852 في الولايات المتحدة، وتوفي بنفس المكان في 9 يوليو 1932. حزبياً، نشط في الحزب الجمهوري. انتخب عضو مجلس النواب الأمريكي.